# Лозарство
Лоза̀рството е: 
1) занятие по отглеждане на лозата, производствен подотрасъл  на растениевъдството за отглеждане на лозата, с основни направления производство на грозде за вино, производство на десертно грозде за консумация в прясно състояние, за приготвяне на стафиди и за консервната промишленост (компоти, сокове и други безалкохолни напитки).
2) Наука, която изучава биологията, систематиката и агротехниката на лозята с цел да се получава постоянен висок добив на доброкачествено грозде.

## Лозарството като занятие по отглеждане на лозата

### Възникване
Лозарството се заражда в древността. Сведения за възникването и развитието му – в древния Египет, Сирия и Вавилония, има от около 7000 години пр.н.е.
Писмени сведения има в поемата „Илиада" от древногръцкия поет Омир, в книгите на древногръцкия писател и историк Ксенофонт (около 430 – 355 или 354 г. пр.н.е.). Римският писател, учен и държавен деятел Плиний (61 или 62 г. – около 114 г.) пише, че най-напред лозата се отглежда от тракиеца Евмолпа . Някои паметници свидетелстват за това (Панагюрското съкровище от началото на III век пр.н.е.).

### В българските земи
В българските земи лозарството е съществувало още преди 3000 година пр.н.е. Развивано е най-напред по поречието на Марица. Разширява се по време на Първата българска държава (681 – 1018 г.).
По време на османското господство (1396 – 1878 г.) от Мала Азия се пренасят някои десертни сортове – Афуз-али (Болгар), Чауш, Кадън пармак, Ал зейнел и други. До появата на филоксерата (1884 – 1896 г.) създаването на лозя в България става с лози на собствен корен. Насажденията са гъсти, борба с маната, брашнянката (брашнестата мана) и други болести не се води.

### В Третата българска държава
След филоксерната криза и особено след Първата световна война 1914 – 1918 г. започва бързо възстановяване на лозята с присадени на филоксероустойчиви подложки  лози.
От 43413 ха през 1919 г., през 1944 г. площта на лозята достига 152700 ха. След 1927 г. започва производството на десертно грозде. В края на 30-те години България е един от главните износители на десертно грозде в Европа (50000 тона годишно), въпреки че лозарството по онова време е предимно маломерно, разпокъсано и технически изостанало.
Подем в развитието на лозарството настъпва от 50-те години на 20 век със създаването на блокови лозя с правилна организация на територията и извършването на първата концентрация на лозарството. Основната част от насажденията се съсредоточава в 917 кооперативни и държавни земеделски стопанства, групирани в около 4000 блока със среден размер 25 до 35 ха. Към 1968 г. лозята достигат 203000 ха, от тях десертни – 53500 ха, и винени – 149500 ха. Общо са произведени 1336000 т грозде.
На основата на екологичните фактори през 1962 г. се извършва първото научно райониране на лозарството в България. Въвеждат се нови висококачествени десертни (Кардинал, Царица на лозята и други) и винени (Каберне Совиньон, Мерло, Ркацители, Ризлинг, Юни блан и други) сортове лози. Увеличава се и производството на подложкови резници – около 200 милиона броя, и на присадени вкоренени лози – около 100 милиона броя.
От началото на 70-те години на 20 век лозарството навлиза в качествено нов етап. Извършва се реконструкция на съществуващите лозя от приземно към стъблено отглеждане (височина на стъблата от 1,2 до 1,5 м). През 1978 г. площта на лозята в България възлиза на 181200 ха, от тях винени – 152800 ха, и десертни – 28400 ха. В сравнение с 1968 г. чувствително намаляват десертните сортове, тъй като се изисква повече ръчен труд при отглеждането им. Лозята в обществения сектор са групирани в 437 масива. Внедряването на механизация в производствените процеси позволява един работник да отглежда 8 – 9 ха лозя. Изискванията за по-висока студоустойчивост на стъбленото отглеждане довеждат до масово разпространяване на сортовете Каберне Совиньон, Ркацители, Мискет Отонел. Извършва се преоценка на районирането, определят се подходящи микрорайони и се увеличават площите на местните сортове Памид, Мавруд, Гъмза, Димят и Мискет червен. Обособяват се 3 лозарски зони: източна – преобладават сортовете за бели вина и за конячни виноматериали, северна и южна – преобладават сортовете за червени вина и десертно грозде.
През 1978 г. лозята заемат 4,1% от обработваемата площ на страната и 50% от площта на трайните насаждения. Дават около 5% от общата продукция на растениевъдството и 57% от общата продукция на трайните насаждения. По производство на грозде на човек от населението България е на IV място в Европа. На основата на лозарството е изградена винарска промишленост, която произвежда 3% от обема на промишлената продукция и 11% от обема на хранително-вкусовата промишленост.
Лозарството е тясно свързано с международния пазар. По площ на лозя България е на XIV място в света, по производство на десертно грозде – на V място, по износ – на II място. По абсолютно производство на вино е на XIII място в света, а по износ – на VI. Над 70% от продукцията на винарската промишленост и около 50% от производството на десертното грозде са предназначени за износ.

## Лозарството като наука
Лозарството като наука се състои от общо лозарство – изучава биологията, екологията, размножаването и агротехниката на лозовата култура, и ампелография – наука за сортовете и видовете лози и селекцията на лозата. Лозарството има тесни връзки с физиологията на растенията, ботаниката, генетиката, биохимията, почвознанието, агрохимията и други.

### Начало
В България научни изследвания по лозарството се правят от 1902 г. с откриването на Лозаро-винарската опитна станция по лозарство в Плевен (първо научно учреждение в областта на растениевъдството в страната). От 1944 г. станцията прераства в Институт по лозарство и винарство.
През 1923 г. се създава катедра по лозарство при Агрономическия факултет на Софийския университет, през 1946 г. – и към Агрономо-лесовъдния факултет при Пловдивския университет. През 1953 – 1957 г. се създават Опитната станция по лозарство във Варна и Опитните полета по лозарство в село Ново село, Видински окръг, в Павликени и в Поморие. От 1976 г. се изграждат 3 научно-производствени лозаро-винарски комплекса със седалища в Плевен, Варна и Септември. Опитните полета методически са подчинени на АПК. Координиращо звено е Институтът по лозарство и винарство в Плевен.
Изследва се произхода и разпространението на лозата, биология на лозата (морфологичен строеж), екология на лозата (климат и микроклимат, географска ширина, надморска височина, близост до водни басейни, релеф, изложение и почва), размножаване на лозата, създаване на лозя, резитба и формиране на лозата, отглеждане на плододаващи лозя, беритба и съхраняване на гроздето и ампелография (сортове грозде).

### Учени в областта на лозарството
Изтъкнати учени в областта на лозарството са Ив. Добрев (ампелография), Н. Неделчев (агротехника и ампелография), К. Д. Стоев (физиология на лозата), М. Кондарев (селекция и агротехника).

### Научни достижения
Българските учени създават около 36 оригинални сорта лози, по-известни от които са Супер-ран Болгар, Плевен, Букет, Рубин, Мискет варненски, Ризлинг български и други. Създават се промишлени технологии за производство на лозов посадъчен материал, за създаване и отглеждане на лозови насаждения, за разстояния на засаждане, формировка, система на резитба, поддържане на почвената повърхност, торене и напояване. В областта на биологията на лозата са проучени формирането на съцветията, родовитостта на пъпките и студоустойчивостта им. Световна известност имат изследванията в областта на физиологията на лозата. Проучват се най-новите методи и средства за борба с вредителите по лозата. Разработват се методически въпроси в областта на половата хибридизация, клоновата и фитосанитарната селекция.

## Динамика на площите, средни добиви и производство на грозде от лозята в България
Данните за динамиката на площите, средните добиви и производството на грозде от лозята в България по периоди до 1978 г. включително са показани в таблицата.
| Периоди     | Лозя всичко (хил. дка) | Лозя винени (хил. дка) | Лозя десертни (хил. дка) | Добив (кг/дка) | Производство (хиляди тонове) |
| ----------- | ---------------------- | ---------------------- | ------------------------ | -------------- | ---------------------------- |
| 1897 – 1899 | 1134                   |                        |                          | 182            | 207                          |
| 1916 – 1920 | 445                    |                        | –                        | 251            | 112                          |
| 1936 – 1939 | 1166                   | –                      | –                        | 434            | 505                          |
| 1948 – 1952 | 1469                   | 1287                   | 182                      | 378            | 504                          |
| 1956 – 1960 | 1648                   | 1333                   | 315                      | 442            | 617                          |
| 1961 – 1969 | 1873                   | 1394                   | 479                      | 595            | 1006                         |
| 1966 – 1970 | 1987                   | 1464                   | 523                      | 581            | 1133                         |
| 1971 – 1975 | 1947                   | 1531                   | 416                      | 549            | 1047                         |
| 1975        | 1964                   | 1599                   | 365                      | 451            | 885                          |
| 1976        | 1934                   | 1596                   | 338                      | 662            | 1207                         |
| 1977        | 1861                   | 1555                   | 306                      | 466            | 868                          |
| 1978        | 1812                   | 1528                   | 284                      | 607            | 1100                         |